# Батернат (Висконсин)
Батернат (енгл. Butternut) град је у америчкој савезној држави Висконсин.

## Демографија
По попису из 2010. године број становника је 375, што је 32 (-7,9%) становника мање него 2000. године.
| Група             | 2000.       | 2010.       |
| Белци             | 399 (98,0%) | 353 (94,1%) |
| Афроамериканци    | 0 (0,0%)    | 0 (0,0%)    |
| Азијати           | 0 (0,0%)    | 0 (0,0%)    |
| Хиспаноамериканци | 1 (0,2%)    | 4 (1,1%)    |
| Укупно            | 407         | 375         |